# Индијана Џоунс и уклети храм
Индијана Џоунс и уклети храм (енгл. Indiana Jones and the Temple of Doom) је амерички акционо-авантуристички филм из 1984. године, режисера Стивена Спилберга, са Харисоном Фордом у главној улози. Други је филм у серијалу Индијана Џоунс и представља преднаставак филма Отимачи изгубљеног ковчега (1981). Радња прати Индијану Џоунса кога, по доласку у Индију, очајни сељани замоле да пронађе мистични камен и спасе њихову децу од Таги култа који практикује дечје ропство, црну магију и ритуално жртвовање људи у част богиње Kали.
Не желећи поново да има нацисте као главне негативце, извршни продуцент и ко-сценариста Џорџ Лукас одлучио је да овај филм учини преднаставком. Три заплета су одбачена пре него што је Лукас написао филмску обраду која је личила на коначну причу. Лоренс Касдан, Лукасов сарадник на филму Отимачи изгубљеног ковчега, одбио је понуду да напише сценарио за овај филм, а Вилард Хајк и Глорија Кац, који су претходно сарађивали са Лукасом на филму Амерички графити, унајмљени су да га замене.
Филм је остварио финансијски успех, али је испрва добио помешане критике од стране критичара, коју су критиковали мрачније елементе и насиље. Међутим, пријем филма се поправио током година, првенствено због филмског интензитета и маштовитости. Као одговор на неке од насилнијих секвенци у филму, и са сличним притужбама на Гремлине, Спилберг је предложио да Америчка филмска асоцијација измени свој систем рангирања, што су они и урадили два месеца након премијере филма, креирајући нови рејтинг PG-13 (непрепоручљив за децу млађу од 13 година).
Филм је издат у америчким биоскопима 23. маја 1984. године. Освојио је Оскара за најбоље визуелне ефекте, а био је номинован и у категорији за најбољу оригиналну музику. Наставак, Индијана Џоунс и последњи крсташки поход, премијерно је приказан 1989. године.

## Радња
Године 1935, Индијана Џоунс је у шангајском ноћном клубу, где покушава да прода остатке цара Нурхација за велики дијамант гангстеру Лао Чеу. Након што посао пропадне, а његов пријатељ Ву Хан буде убијен у обрачуну који је уследио, Џоунс и млада певачица из клуба, Вили Скот, успевају да побегну криминалцима у аутомобилу које вози дечак звани Кратки, Џоунсов помоћник. Укрцавају се на транспортни авион не знајући да је његов власник Лао Че. Док Џоунс, Вили и Кратки дремају током лета, пилоти избацују гориво и искачу из авиона са падобраном. Џоунс, Вили и Кратки искачу из авиона у чамцу на надувавање.
Након погибељне вожње низ Хималаје и узбуркану реку, њих троје коначно стиже у забачено село у Индији. Сиромашни сељани траже њихову помоћ у потрази за светим каменом Санкара, као и за отетом децом, која се налазе у оближњој палати Панкот.
Испрва се палата Панкот чини доста нормалном; становници палате се увреде након питања о тврдњама сељака. Касније те ноћи, Џоунса напада убица, након чега он открије тајна врата. Он, Вили и Кратки пролазе кроз тајни пролаз и откривају огромни подземни храм испод палате, где Таги култ држи камен украден из села, као и још два слична. Култ одаје почаст богињи Kали људском жртвом, док Тагији присиљавају децу из села да копају у потрази за два преостала камена Санкаре која су нестала у рудницима палаче. Њихов вођа Мола Рам нада се да ће употребити моћ пет уједињених камена Санкаре како би завладао светом.
Џоунса, Вили и Кратког заробљавају Тагији и раздвајају их. Џоунс се придружује Тагијима након што су га присилили да попије „крв Kали Ма”, напитак којим се контролишу мисли тако што баци онога ко га попије у „црни Kалин сан”. Вили је заробљена као људска жртва, а Кратког бацају у рудник са осталом сеоском децом као роба. Међутим, Кратки разбије своје ланце и побегне натраг у храм, где Вили спуштају у јаму испуњену ужареном лавом. Он помаже Џоунсу да се прибере ударивши га бакљом. Иако Мола Рам успева да побегне кроз скривена врата, Џоунс и Кратки спашавају Вили, узимају три камена Санкаре и ослобађају децу из села. У борби током бекства из дворца, њих троје ускачу у рударска колица, а чувари крећу за њима. У јурњави, Кратки умало упада у лаву, а један Таги скаче на њихова колица. Вили га неочекивано удара и баца га натраг на пругу. Друго возило налеће на његово тело и искаче са пруге.
У међувремену, Мола Рам и остали урушавају водену брану, изливајући воду у тунеле како би утопили троје јунака. Након што је Џоунс зауставио колица, избегавају надолазећу воду истрчавши напоље − само како би се нашли на рубу стрмог кањона. Покушавају да га пређу преко висећег моста, али упадају у замку јер се Тагији налазе са обе стране. Повукавши очајнички потез, Џоунс узима мач како би преполовио мост, пославши већину Тагија у реку са крокодилима.
Мола Рам и неколико његових слуга успевају да се ухвате за страну на којој се налази и Џоунс. Почиње да се бори са Џоунсом за камење, али овај призове њихову магију чиме изазива урушавање камења која шаљу свештеника у реку где га дочекују крокодили. У том тренутку се појављују британске трупе како би свладали преостале Тагије. Џоунс, Вили и Кратки се тријумфално враћају у село са другим светим каменом и њиховом децом.

## Улоге
| Глумац           | Улога            |
| ---------------- | ---------------- |
| Харисон Форд     | Индијана Џоунс   |
| Кејт Кепшо       | Вили Скот        |
| Џонатан Ке Кван  | Кратки           |
| Амриш Пури       | Мола Рам         |
| Филип Стоун      | Капетан Блумбарт |
| Рој Чиао         | Лао Че           |
| Д. Р. Нанајакара | Шаман            |
| Дармадаса Курупу | Поглавица        |
| Дејвид Јип       | Ву Хан           |
| Дан Акројд       | Вебер            |
| Рик Јанг         | Као Кан          |